# The Hindu Times
The Hindu Times is een single van de Britse band Oasis uit 2002. Het stond in hetzelfde jaar als eerste track op het album Heathen Chemistry, waar het de eerste single van was.

## Achtergrond
The Hindu Times is geschreven door Noel Gallagher en geproduceerd door Noel Gallagher en Owen Morris. Het is een nummer uit de genres britpop en alternatieve rock. Volgens de schrijver komt de titel van een T-shirt die hij ergens voorbij zag komen. Het is overigens ook gelijk aan de afgekorte versie van de Indische krant The Hindustan Times. Een andere theorie van de titel is dat de gitaar in het nummer klinkt als een sitar, een instrument uit India. Het instrumentale gedeelte van het lied was eerst gemaakt, waarna Noel Gallagher de lyrics erop schreef, aangemoedigd door onder ander bandleden van The Black Crowes. Het nummer heeft een optimistische en spirituele sfeer.

## Hitnoteringen
Het lied was over de hele wereld in de hitlijsten te vinden. In twee landen kwam het tot de eerste plaats, in het Verenigd Koninkrijk en in Italië. Het stond elf en tien weken in die lijsten respectievelijk. In Spanje stond het zes weken in de hitlijst en piekte het op de tweede plaats, terwijl het in Noorwegen de derde plaats als piekpositie had en het slechts twee weken in de lijst te vinden was. Andere top tien noteringen waren in Finland en Denemarken, waar het piekte op de vijfde en zevende plek. In Finland stond het vijf weken en in Denemarken een week in de lijst. In Zwitserland kwam het tot de dertiende plek en stond het zeven weken in de hitlijst. Andere piekposities waren de vijftiende plek in Zweden, de 22e positie in Australië, de 29e plek in Oostenrijk en de 30e plaats in Duitsland. In al deze landen stond het zeven weken of lager in de lijst. De hoogste piekpositie in de Nederlandse Mega Top 100 was de 47e plek, een positie die ook de piekpositie was in Nieuw-Zeeland. Het stond drie weken in de Mega Top 100 en slechts een week in de Nieuw-Zeelandse hitlijst. De laatste notering in een reguliere hitlijst was in Frankrijk, waar het tot de 84e plek kwam. Verder waren er noteringen in de tiplijsten van de Nederlandse Top 40 en van beide Belgische hitlijsten. 